# ソニー・レッド
ソニー・レッド（Sonny Red、1932年12月17日 - 1981年3月20日）は、アメリカ合衆国におけるハード・バップ・ジャズのアルト・サクソフォーン奏者。本名はシルヴェスター・カイナー・ジュニア（Sylvester Kyner Jr.）といい、ソニー・レッド・カイナー（Sonny Red Kyner）とも称される。美しい旋律とスイングに徹したハードバップ・スタイルな演奏が持ち味で、1950年代から1960年代にかけて数枚のリーダー・アルバムを発表。またサイドマンとしても活躍した。

## 略歴
当初はC管サクソフォーンを吹いていたが、1949年にアルト・サクソフォーンに乗り換えた。1949年から1952年までバリー・ハリスと共演し、1954年にはテナー・サクソフォーン奏者として、アート・ブレイキーやフランク・ロソリーノと共演している。1957年、ニューヨークに移住してからは、フリーランスのミュージシャンとして活動した。
クリフォード・ジョーダンやポール・クイニシェット、ユセフ・ラティーフ、トミー・フラナガン、カーティス・フラーらの録音にサイドマンとして参加しており、シダー・ウォルトン、ジョージ・タッカー、ジミー・コブ、ブルー・ミッチェル、グラント・グリーンらと共演してリーダー・アルバムを録音した。

## ディスコグラフィ

### リーダー・アルバム
- 『トゥー・アルトス』 - Two Altos (1957年、Regent) ※with アート・ペッパー
- 『アウト・オブ・ザ・ブルー』 - Out of the Blue (1960年、Blue Note)
- 『ブリージング』 - Breezing (1960年、Jazzland)
- A Story Tale (1961年、Jazzland) ※with クリフォード・ジョーダン
- 『ザ・モード』 - The Mode (1961年、Jazzland) ※with グラント・グリーン、バリー・ハリス
- 『イメージズ』 - Images (1962年、Jazzland) ※with グラント・グリーン、バリー・ハリス
- 『ソニー・レッド』 - Sonny Red (1971年、Mainstream)

### 参加アルバム
ドナルド・バード
- 『ムスタング』 - Mustang! (1966年、Blue Note)
- 『ブラックジャック』 - Blackjack (1967年、Blue Note)
- 『スロー・ドラッグ』 - Slow Drag (1967年、Blue Note)
- 『ザ・クリーパー』 - The Creeper (1967年、Blue Note)

カーティス・フラー
- 『ニュー・トロンボーン』 - New Trombone (1957年、Prestige)
- 『カーティス・フラー・ウィズ・レッド・ガーランド』 - Curtis Fuller with Red Garland (1957年、New Jazz)
- 『ジャズ・イッツ・マジック』 - Jazz ...It's Magic! (1957年、Regent)

ビル・ハードマン
- 『セイイング・サムシング』 - Saying Something (1961年、Savoy)

ユセフ・ラティーフ
- The Blue Yusef Lateef (1968年、Atlantic)

ポニー・ポインデクスター
- 『ポニーズ・エクスプレス』 - Pony's Express (1962年、Epic)

ポール・クイニシェット
- 『オン・ザ・サニー・サイド』 - On the Sunny Side (1957年、Prestige)

ボビー・ティモンズ
- Live at the Connecticut Jazz Party (1964年、Early Bird)

Various Artists
- 『ジャズ・イズ・バスティング・アウト・オール・オーバー』 - Jazz Is Busting Out All Over (1957年) ※オムニバス